# Botrychium paradoxum
Botrychium paradoxum är en låsbräkenväxtart som beskrevs av Wagner. Botrychium paradoxum ingår i släktet låsbräknar, och familjen låsbräkenväxter. Inga underarter finns listade i Catalogue of Life.